# Galactic
Galactic ist eine US-amerikanische Musikgruppe aus New Orleans. Das Sextett wird hauptsächlich den Stilrichtungen Jazz und Funk zugerechnet, wobei es jedoch durch die Einflüsse zahlreicher anderer Genres wie Rap, Hip-Hop, Go-Go, elektronische Musik, lateinamerikanische Musik, Rock und Blues eine völlig eigenständige Musik kreierte.

## Bandgeschichte
Galactic entstand auf die Initiative von Jeff Raines und Robert Mercurio, die – gebürtig aus Washington D.C. – zum Studium nach New Orleans gingen und von der dortigen Funkszene beeindruckt waren. Bestimmend für die Szene waren damals The Meters und Professor Longhair. Raines und Mercurio taten sich mit dem Schlagzeuger Stanton Moore zusammen, der sich mit den Jahren zur treibenden Kraft der Band entwickelte. Unter dem Namen „Galactic Prophylactic“ formierten sich Galactic 1994 als Oktett, zwei Musiker verließen die Band jedoch rasch. Die Band besteht noch heute überwiegend in der damaligen Besetzung, wobei zeitweise der Sänger Theryl DeClouet das Sextett verstärkte. Dieser verließ Galactic jedoch 2004 wieder, so dass die Band wieder auf die Instrumentalmusik zurückkam.
Mit den Jahren nahm die Band immer mehr elektronische Elemente in ihre Musik auf. So benutzte Moore Phrase Samplers, die einen Schlagzeug-Grundrhythmus simulierten, während er dazu spielte. Dadurch entstand unwirkliche und kuriose Schlagzeugbegleitung. Ellman, der Saxophonist und Harmonikaspieler, verzerrt sein Instrument häufig so, dass es ähnlich wie eine elektrische Gitarre klingt.
Die Band ist bekannt dafür, dass sie Gastmusiker aus New Orleans einlädt, mit ihnen auf der Bühne zu spielen. Dazu gehörten schon die Dirty Dozen Brass Band, The Neville Brothers, Brian Seeger, George Porter von den Meters und viele andere. Galactic sind häufig auf Tour und spielten schon gemeinsam mit Live, Counting Crows, der Allman Brothers Band, The Roots, Widespread Panic, B. B. King und Jurassic 5.
Galactic platzieren sich regelmäßig hoch in den US-Jazz-Albumcharts. Mit dem Album From the Corner to the Block legten sie 2007 den Schwerpunkt auf Hip-Hop und stiegen in die R&B/Hip-Hop-Charts ein. Das Album Ya-Ka-May war 2010 ihr bis dahin erfolgreichstes, ihr viertes Top-Ten-Album, kam in den Jazzcharts bis auf Platz 3 und schaffte es erstmals auch in die offiziellen Billboard 200.

## Diskografie
- Coolin’ Off (1996; Fog City Records)
- Crazyhorse Mongoose (1998; Capricorn)
- Late for the Future (2000; Polygram)
- We Love ’Em Tonight: Live at Tipitina’s (2001; Volcano Records)
- Vintage Reserve (2003; Volcano Records)
- Ruckus (2003; Sanctuary Records)
- From the Corner to the Block (2007; ANTI-)
- Ya-Ka-May (2010; ANTI-)
- The Other Side of Midnight: Live in New Orleans (2011; ANTI-)
- Carnivale Electricos (2012; ANTI-)
- Into the Deep (2015; Provogue Records)